# 藤原縄麻呂
藤原 縄麻呂（ふじわら の ただまろ）は、奈良時代の公卿。縄万呂・綱麻呂とも記される。右大臣・藤原豊成の四男。官位は従三位・中納言、贈従二位・大納言。

## 経歴
右大臣・藤原豊成の末男（四男）であったが、聖武朝最末年の天平感宝元年（749年）4月に兄弟でいち早く従五位下に叙爵し、侍従に任ぜられる。
孝謙朝の天平勝宝9歳（757年）6月に兵部少輔兼侍従となる。同年7月に橘奈良麻呂の乱が発生すると、父の豊成が右大臣を罷免されて大宰員外帥に落とされ、兄の乙縄も日向員外掾に左遷されるが、縄麻呂は連座を逃れている。淳仁朝でも引き続き侍従を務めると共に礼部大輔などを歴任し、この間天平宝字5年（761年）従五位上、天平宝字8年（764年）正月に正五位下と順調に昇進する。
同年9月に発生した藤原仲麻呂の乱に際しては孝謙上皇側に加勢し従四位下・参議に叙任され公卿に列する。さらに翌天平神護元年（765年）正月には乱における功労により勲三等に叙勲され、まもなく正四位下に昇進した。称徳朝では、御前騎兵将軍・民部卿・勅旨大輔・侍従などを歴任する一方、天平神護2年（766年）正四位上、神護景雲2年（768年）従三位と引き続き順調に昇進した。
神護景雲4年（770年）に称徳天皇が崩御すると、左大臣・藤原永手らと共に白壁王を皇嗣に擁立（光仁天皇）する。翌宝亀2年（771年）中納言。光仁朝では議政官として皇太子傳・勅旨卿・中衛大将を兼任した。宝亀8年（777年）の内大臣・藤原良継の薨去等により、大臣であった大中臣清麻呂・藤原魚名に次ぐ太政官第三位の席次にまで昇る。宝亀10年（779年）7月に朝廷の実力者であった参議・藤原百川の薨去以降は、その後を継いで朝政にあたったが、同年12月13日薨去。享年51。最終官位は従三位中納言兼勅旨卿侍従勲三等。即日、従二位・大納言の官位を追贈された。

## 官歴
『続日本紀』による。
- 時期不詳：正六位上
- 天平感宝元年（749年） 4月1日：従五位下。8月10日：侍従
- 天平勝宝9歳（757年） 6月16日：兵部少輔。6月17日：兼侍従
- 天平宝字3年（759年） 11月5日：備中守
- 天平宝字5年（761年） 正月2日：従五位上
- 天平宝字7年（763年） 正月9日：礼部大輔、侍従如元
- 天平宝字8年（764年） 正月7日：正五位下。9月11日：従四位下、参議[3]
- 天平神護元年（765年） 正月7日：勲三等。日付不詳：正四位下。10月13日：御前騎兵将軍
- 天平神護2年（766年） 3月12日：見民部卿兼勅旨大輔。3月26日：兼近江守。10月19日：正四位上。11月：兼民部卿？[3]
- 神護景雲2年（768年） 正月10日：従三位。2月18日：近江按察使
- 宝亀2年（771年） 3月13日：中納言
- 時期不詳：皇太子傳
- 宝亀10年（779年） 9月4日：兼中衛大将、勅旨卿侍従如元。12月13日：薨去（従三位中納言兼勅旨卿侍従勲三等）、贈従二位・大納言[3]